# O Sétimo Guardião
O Sétimo Guardião est une telenovela brésilienne diffusée du 12 novembre 2018 au 17 mai 2019 sur Rede Globo.

## Synopsis
À Serro Azul, une ville de l'intérieur du Minas Gerais, où le signal Internet n'est pas encore arrivé, une source dotée de propriétés rajeunissantes et curatives est protégée par sept gardiens: le maire Eurico (Dan Stulbach), le délégué Machado (Milhem Cortaz), le Le docteur Aranha (Paulo Rocha), le mendiant Feliciano (Leopoldo Pacheco), la cafetina Ondina (Ana Beatriz Nogueira), l'ésotérique Milu (Zezé Polessa) et le tuteur Egídio (Antonio Calloni) - prennent note de l'opinion publique et tombent entre de mauvaises mains. Ils protègent également le chat Léon (Eduardo Moscovis), un ancien gardien qui a été puni par les forces de la nature de vivre sous forme animale pour avoir enfreint l'une des règles: ne pas constituer une famille. Quand Egídio meurt, il part à la recherche du nouveau septième gardien, car alors seulement son charme sera brisé. À São Paulo, Gabriel (Bruno Gagliasso) voit Léon dans les rues et, mystérieusement, estime qu'il doit se rendre à Serro Azul avec la certitude que son destin est là. Il abandonne la mariée, Laura (Yanna Lavigne), à l'autel, mais son évasion se solde par un accident de la route et est ensuite sauvé par les pouvoirs mystiques de Luz (Marina Ruy Barbosa).
Tout change avec l'arrivée de la mère de Gabriel, Valentina (Lilia Cabral), une grande cosmétologue née à Serro Azul et partie pour la capitale à la recherche de pouvoir. Avec l’aide du chauffeur peu scrupuleux Sampaio (Marcello Novaes), elle ne revient que pour découvrir les secrets de la richesse de la source. Elle sera également le grand empêchement de l’affaire de Luz et Gabriel, dans la mesure où elle était destinée à fuir la faillite en épousant son fils avec Laura, fille du puissant Olavo (Tony Ramos), qui souhaitait fusionner les sociétés des deux familles. jure maintenant de détruire la musaraigne. En outre, le couple doit faire face à la vengeance de Laura et à l'obsession de l'ex-petit ami arrogant de Luz, Enrico Júnior (José Loreto), et des envieux Lourdes (Bruna Linzmeyer), qui joue avec les sentiments du naïf Geandro (Caio). Blat), mais veut Gabriel. Neide (Viviane Araujo (pt)), la mère de Luz qui a fui après sa naissance, est également de retour dans la ville. Elle était indirectement responsable de la transformation de Léon en chat, puisqu'il lui avait promis de prendre sa grossesse malgré les règles des gardiens et, après avoir puni la source, l'avait laissée croire qu'elle était abandonnée.
La ville garde encore d’autres histoires, comme Mirtes (Elizabeth Savalla), une fervente bienheureuse qui vit superviser la vie d’autres, en particulier Nora Stella (Vanessa Giácomo), qu’elle humilie toujours pour ne pas donner ses petits-enfants, et João Inácio (Paulo Vilhena), ex-mari de sa fille décédée, amoureuse de la prostituée gaga Stefânia (Carol Duarte). Maltoni (Matheus Abreu) est un beau sacristain qui attire les filles à l'église pour l'admirer et vit une histoire amoureuse interdite avec Elisa (Giullia Buscacio), fille du conservateur Jurandir (Paulo Miklos), qui souhaite qu'elle devienne religieuse. Déjà, Machado est un faux homme macho accro au vol de sous-vêtements des voisins qu'il doit utiliser dans le lit avec sa femme Rita (Flávia Alessandra) dans une relation enflammée et comique, provoquant un grand mystère dans la ville. Aphrodite (Carolina Dieckmann) vit en conflit avec son mari, le cuisinier Nicolau (Marcelo Serrado), qui souhaite avoir un fils, alors qu'ils ont déjà quatre enfants: trois filles et un garçon détestant le sport. Il y a aussi la femme trans Marcos Paulo (Nany People), qui exige d'être appelée par son nom de naissance.

## Distribution
| Acteur/Actrice        | Personnage                               |
| --------------------- | ---------------------------------------- |
| Marina Ruy Barbosa    | Luz da Lua Vidal                         |
| Bruno Gagliasso       | Gabriel Marsalla                         |
| Lília Cabral          | Valentina Marsalla / Marlene Rocha       |
| Tony Ramos            | Olavo Aragão Duarte de Almeida           |
| José Loreto           | Eurico Rocha Júnior (Júnior)             |
| Yanna Lavigne         | Laura Aragão Duarte de Almeida           |
| Eduardo Moscovis      | Leon                                     |
| Marcello Novaes       | José Sampaio de Oliveira Gomes (Sampaio) |
| Caio Blat             | Geandro Rocha                            |
| Bruna Linzmeyer       | Lourdes Maria Leme                       |
| Letícia Spiller       | Marilda Rocha                            |
| Dan Stulbach          | Eurico Rocha                             |
| Elizabeth Savalla     | Mirtes Aranha                            |
| Vanessa Giácomo       | Stella Aranha                            |
| Paulo Rocha           | José Aranha (Dr. Aranha)                 |
| Ana Beatriz Nogueira  | Ondina Aballo                            |
| Paulo Vilhena         | João Inácio Dias                         |
| Carol Duarte          | Stefânia                                 |
| Carolina Dieckmann    | Afrodite Zerzil                          |
| Marcelo Serrado       | Nicolau Zerzil                           |
| Milhem Cortaz         | Delegado Joubert Machado (Machado)       |
| Flávia Alessandra     | Rita de Cássia Machado                   |
| Viviane Araujo (pt)   | Neide Assunção                           |
| Nany People           | Marcos Paulo Pianovski                   |
| Leopoldo Pacheco      | Feliciano Pataxó                         |
| Zezé Polessa          | Milu Negromonte                          |
| Matheus Abreu         | Maltoni Ferraz                           |
| Giullia Buscacio      | Elisa Rangel                             |
| Paulo Miklos          | Jurandir Rangel                          |
| Caio Manhente         | Guilherme Dias Aranha                    |
| Marcos Caruso         | Sóstenes Vidal                           |
| Isabela Garcia        | Judith Alvares                           |
| Heitor Martinez       | Robério Alvares                          |
| Aílton Graça          | Padre Ramiro                             |
| Adriana Lessa         | Clotilde Lounge                          |
| Roberto Birindelli    | Tobias Lounge                            |
| Fernanda de Freitas   | Louise Marie Dechamps                    |
| Theodoro Cochrane     | Adamastor Davis Crawford                 |
| Eduardo Speroni       | Roberto Zerzil (Bebeto)                  |
| Laryssa Ayres         | Diana Zerzil                             |
| Gabriel Stauffer      | Walid Simões                             |
| Guida Vianna          | Firmina Assunção                         |
| Marcelo Mello Jr.     | Fabim                                    |
| Julia Konrad          | Raimunda Leme                            |
| Lucci Ferreira        | Patrício Nasser                          |
| Giulia Gayoso         | Rivalda Zerzil                           |
| Jaffar Bambirra       | Leonardo Lounge                          |
| Inês Peixoto          | Maria do Socorro Leme (Socorro)          |
| Felipe Hintze         | Peçanha                                  |
| Gustavo Novaes        | Jorge Atalla (Atalla)                    |
| Josie Pessoa          | Luciana                                  |
| Lyv Ziese             | Katiucha                                 |
| Mila Carmo            | Januária                                 |
| Simone Zucato         | Liliane                                  |
| Talita Fusco          | Roseane                                  |
| Fábio Tokay           | Jorge                                    |
| Liza Gomes            | Lucilene                                 |
| Maureen Miranda       | Dida                                     |
| Ana Paula Novellino   | Jane                                     |
| Robson Santos         | Alfredo                                  |
| Cauê Campos           | Feijão                                   |
| Ana Clara Gomes Couto | Margareth Lounge                         |
| Vitoria Rangel        | Cristiana Zerzil                         |

## Bande sonore

### Volume 1
O Sétimo Guardião Vol. 1 est la première bande originale de la telenovela, sortie le 25 janvier 2019 par Som Livre.
| 1.    | Vim pra Ficar                | Iza                           | 3:43 |
| 2.    | Rap du Bom Parte II          | Rappin' Hood & Caetano Veloso | 3:25 |
| 3.    | Ai Amor                      | Anavitória                    | 3:31 |
| 4.    | Nossa Música                 | UM44K                         | 3:16 |
| 5.    | Entre a Serpente e a Estrela | Zé Ramalho                    | 3:42 |
| 6.    | Princípio Ativo              | Paulo Miklos                  | 3:20 |
| 7.    | Ain't No Reason              | Brett Dennen                  | 3:47 |
| 8.    | A Estrada Me Chama           | Zeca Baleiro                  | 3:45 |
| 9.    | Corrente                     | Banda Fuze                    | 3:45 |
| 10.   | When The Curtain Falls       | Greta Van Fleet               | 3:20 |
| 11.   | White Rabbit                 | Haley Reinhart                | 3:24 |
| 12.   | Outra Vez                    | Lanna Rodrigues               | 3:15 |
| 13.   | Melatonin                    | Phoria                        | 3:31 |
| 14.   | Pra Swingar                  | Som Nosso de Cada Dia         | 3:38 |
| 15.   | Dona da Minha Cabeça         | Geraldo Azevedo               | 3:27 |
| 49:02 |                              |                               |      |

### Volume 2
O Sétimo Guardião Vol. 2 est la deuxième bande originale de la telenovela, sortie le 15 mars 2019 par Som Livre.
| 1.    | These Boots Are Made for Walkin' | Lewonda                    | 2:38 |
| 2.    | Tudo Vira Bosta                  | Rita Lee                   | 3:42 |
| 3.    | Flor da Pele                     | Zeca Baleiro & Rachell Luz | 3:37 |
| 4.    | Nunca Foi Sorte                  | Luísa Sonza                | 3:12 |
| 5.    | Truth                            | Alex Ebert                 | 4:20 |
| 6.    | Beyond                           | Leon Bridges               | 4:00 |
| 7.    | 17+ Forever                      | William Fitzsimmons        | 3:49 |
| 8.    | Homem Com H                      | Ney Matogrosso             | 2:52 |
| 9.    | Tango Nostalgia                  | Roberta Lima               | 2:12 |
| 10.   | Pink Up                          | Spoon                      | 5:53 |
| 11.   | Too Bad                          | Giulia Be                  | 3:18 |
| 12.   | Clichê                           | Ludmilla & Felipe Araújo   | 3:10 |
| 13.   | Toda Hora É Hora                 | Sorriso Maroto             | 2:18 |
| 45:01 |                                  |                            |      |

## Diffusion
- Rede Globo (2018-2019)

### Sources
- (pt) Cet article est partiellement ou en totalité issu de l’article de Wikipédia en portugais intitulé « O Sétimo Guardião » (voir la liste des auteurs).